# Bill Switzer
Bill (nome completo William Ashton) Switzer (Vancouver, 28 marzo 1984) è un attore canadese.

## Biografia
Meglio conosciuto per i ruoli interpretati in diverse serie televisive trasmesse a livello internazionale, quali Eerie, Indiana: The Other Dimension — seguito della serie: Gli acchiappamostri (Eerie, Indiana) —, Switzer ha anche doppiato numerosi personaggi in svariati anime. Tra i doppiaggi da lui eseguiti, la serie animata Sabrina (1999 - 2000).
È stato uno dei sei finalisti per la decima edizione degli Achievement Awards nella categoria della recitazione.
Switzer ha inoltre conseguito, per la sua carriera come giovane attore, prestigiosi riconoscimenti per quanto riguarda gli Young Artist Awards: una vittoria nel 2000 con il film Il bambino che non voleva parlare (1999) e due nomination, nel 1998 per Un desiderio è un desiderio (1997) e nel 2001 per Una e-mail per il presidente (2000).

## Filmografia parziale

### Cinema
- Terrore a domicilio (When Danger Follows You Home), regia di David E. Peckinpah (1997)
- Mr. Rice's Secret, regia di Nicholas Kendall (1999)
- Il segreto di Mr. Rice (Mr. Rice's Secret), regia di Nicholas Kendall (2000)
- Cheats, regia di Andrew Gurland (2002)

### Televisione
- The Right Connections, regia di Chuck Vinson – film TV (1997)
- Una telefonata per ricordare (A Call to Remember), regia di Jack Bender – film TV (1997)
- Un desiderio è un desiderio (The Christmas List), regia di Charles Jarrott – film TV (1997)
- Il bambino che non voleva parlare (Locked in Silence), regia di Bruce Pittman – film TV(1999)
- The Wonderful World of Disney – serie TV, un episodio (2000)
- La valle dei dinosauri (The Dinosaur Hunter), regia di Rick Stevenson – film TV (2000)
- Un gioco da ragazzi (Scorn), regia di Sturla Gunnarsson – film TV (2000)
- The Dead Zone – serie TV, episodio 2x02 (2003)
- The Life, regia di Lynne Stopkewich – film TV (2004)